# Royal Welsh
Royal Welsh (R WELSH) (Y Cymry Brenhinol em galês) é um dos regimentos de infantaria do Exército Britânico. Sua formação foi anunciada em 16 de dezembro de 2004 por Geoff Hoon e o General Sir Mike Jackson como parte de uma reestruturação da infantaria, com o regimento sendo criado em 1 de março de 2006. Após a reestruturação e reorganização do exército implementada naquele ano, o Royal Welsh passou a ser um dos três regimentos a traçar sua linhagem e recrutas primariamente do País de Gales.